# Episodi di Frontiera (prima stagione)
La prima stagione della serie televisiva Frontiera, composta da 6 episodi, è stata trasmessa in Canada sul canale Discovery Channel dal 6 novembre all'11 dicembre 2016.
In Italia, la stagione è stata interamente pubblicata il 20 gennaio 2017 sul servizio on demand Netflix.
| n° | Titolo originale      | Titolo italiano     | Prima TV Canada  | Pubblicazione Italia |
| -- | --------------------- | ------------------- | ---------------- | -------------------- |
| 1  | A Kingdom Unto Itself | Un regno a parte    | 6 novembre 2016  | 20 gennaio 2017      |
| 2  | Little Brother War    | Fratelli            | 13 novembre 2016 | 20 gennaio 2017      |
| 3  | Mushkegowuk Esquewu   | Mushkegowuk Esquewu | 20 novembre 2016 | 20 gennaio 2017      |
| 4  | Wolves                | Lupi                | 27 novembre 2016 | 20 gennaio 2017      |
| 5  | The Disciple          | Il discepolo        | 4 dicembre 2016  | 20 gennaio 2017      |
| 6  | The Gallows           | Il patibolo         | 11 dicembre 2016 | 20 gennaio 2017      |